# Przemysław Niemiec
Przemysław Niemiec (Oświęcim, 11 aprile 1980) è un ex ciclista su strada polacco.
Professionista dal 2002 al 2018, aveva caratteristiche di scalatore.

## Carriera
Fece il suo debutto da professionista nel 2002 per il team italiano Amore & Vita-Beretta, e nel 2004 si trasferì alla Miche. Le principali vittorie da lui conseguite sono il Giro di Slovenia 2005 (e un terzo posto l'anno successivo) e il Giro di Toscana del 2006. Vinse anche l'edizione 2009 della Route du Sud nonché numerose tappe nella corsa francese. Grazie alle sue doti di buon scalatore, pur non avendo mai vinto una tappa, si aggiudicò la maglia verde di miglior scalatore al Giro di Sardegna sia nell'edizione 2009 che in quella 2010. Con la maglia della Nazionale polacca partecipò anche alla corsa in linea dei Giochi olimpici di Pechino 2008, piazzandosi sedicesimo.
Nel 2011 fece il suo esordio nel Pro Tour, cominciando a correre per la Lampre. Nella nuova squadra ottenne i migliori risultati di carriera: si classificò infatti sesto al Giro d'Italia 2013, mentre alla Vuelta a España 2014 si impose nella quindicesima frazione grazie a un'azione da lontano. Negli ultimi anni della carriera svolse principalmente ruoli di gregariato, senza ottenere particolari piazzamenti. Chiuse la sua carriera da professionista al termine del Giro di Turchia 2018.

## Palmarès
- 2003 (Amore & Vita, una vittoria)

Giro del Medio Brenta
- 2004 (Miche, una vittoria)

Gran Premio Città di Rio Saliceto e Correggio
- 2005 (Miche, tre vittorie)

1ª tappa Giro del Trentino (Mori > Chienis)
3ª tappa Tour of Slovenia (Tarvisio > Moistrocca)
Classifica generale Tour of Slovenia
- 2006 (Miche, due vittorie)

Giro di Toscana
3ª tappa Route du Sud (Izaourt > Port de Balès, cronometro)
- 2008 (Miche, una vittoria)

3ª tappa Route du Sud (Pierrefitte-Nestalas > Superbagnères)
- 2009 (Miche, quattro vittorie)

Campionati polacchi, Corsa in salita
2ª tappa Giro del Trentino (Riva del Garda > Alpe di Pampeago)
2ª tappa Route du Sud (Pau > Pierrefitte-Nestalas)
Classifica generale Route du Sud
- 2010 (Miche, due vittorie)

3ª tappa Settimana Internazionale di Coppi e Bartali (Pavullo nel Frignano > Pavullo nel Frignano)
2ª tappa Tour des Pyrénées (Pierrefitte-Nestalas > Saint-Lary Pla d'Adet)
- 2014 (Lampre, una vittoria)

15ª tappa Vuelta a España (Oviedo > Lagos de Covadonga)
- 2016 (Lampre, una vittoria)

1ª tappa Presidential Cycling Tour of Turkey (Istanbul > Istanbul)

### Altri successi
- 2005 (Miche)

Classifica scalatori Tour Méditerranéen
- 2009 (Miche)

Classifica scalatori Giro di Sardegna
- 2010 (Miche)

Classifica scalatori Giro di Sardegna
Classifica scalatori Settimana Internazionale di Coppi e Bartali
Classifica scalatori Settimana Ciclistica Lombarda
- 2016 (Lampre)

Classifica scalatori Presidential Cycling Tour of Turkey

## Piazzamenti

### Grandi Giri
- Giro d'Italia

2011: 40º
2012: 39º
2013: 6º
2014: 49º
2015: 40º
2016: ritirato (14ª tappa)
- Tour de France

2013: 57º
- Vuelta a España

2011: 54º
2012: 15º
2014: 26º
2015: ritirato (2ª tappa)
2017: 86º

### Classiche monumento
- Liegi-Bastogne-Liegi

2014: 21º
- Giro di Lombardia

2011: 5º
2012: ritirato
2014: 40º

### Competizioni mondiali
- Campionato del mondo

Verona 2004 - Cronometro Elite: 16º
Salisburgo 2006 - In linea Elite: 80º
Stoccarda 2007 - In linea Elite: 48º
Varese 2008 - In linea Elite: ritirato
Mendrisio 2009 - In linea Elite: 62º
Melbourne 2010 - In linea Elite: 78º
Limburgo 2012 - In linea Elite: 101º
Toscana 2013 - In linea Elite: ritirato
Ponferrada 2014 - In linea Elite: ritirato
- Giochi olimpici

Pechino 2008 - In linea: 16º